# Livingstone-vízesés
A Livingstone-vízesés (Chutes de Livingstone) több zúgóból és zuhatagból álló vízesés a Kongó folyón, a Kongói Demokratikus Köztársaság területén, Kinshasa és Matadi között, részben a Kongói Köztársaság határán helyezkedik el. Az átfolyó vízmennyiség tekintetében a világ legnagyobb vízesése. Nevét a híres skót Afrika-kutató és misszionáriusról  David Livingstone-ról kapta.

## Adatok
A Kongó, melyen a vízesés található, Közép-Afrika nyugati részének legnagyobb folyója. Hossza 4700 kilométer, ami a Nílus után Afrika második és a világ nyolcadik leghosszabb folyójává teszi. A Kongó az Amazonas után a világ második legnagyobb vízhozamú folyója. Ezen a folyamon található a 32 zúgóból és zuhatagból álló vízeséslánc, amely a folyó 150 kilométer hosszú szakaszán, Isangila felett húzódik, a meder esése összesen 274 m.  Mivel a folyó egyes szakaszai hosszan benyúlnak az Egyenlítőtől északra, illetve délre is, a vízhozam nincs kitéve az évszakok váltakozásának, teljesen stabil, mivel a folyó valamelyik szakaszán mindig sok a csapadék.
Kialakulása annak köszönhető, hogy felszíni kőzetek gyors elmállása miatt a folyó útjában nem állnak durva hordalékok, ami következtében a folyam medrét lassan alakítja, és esésgörbéje szabálytalan.

## Felfedezése

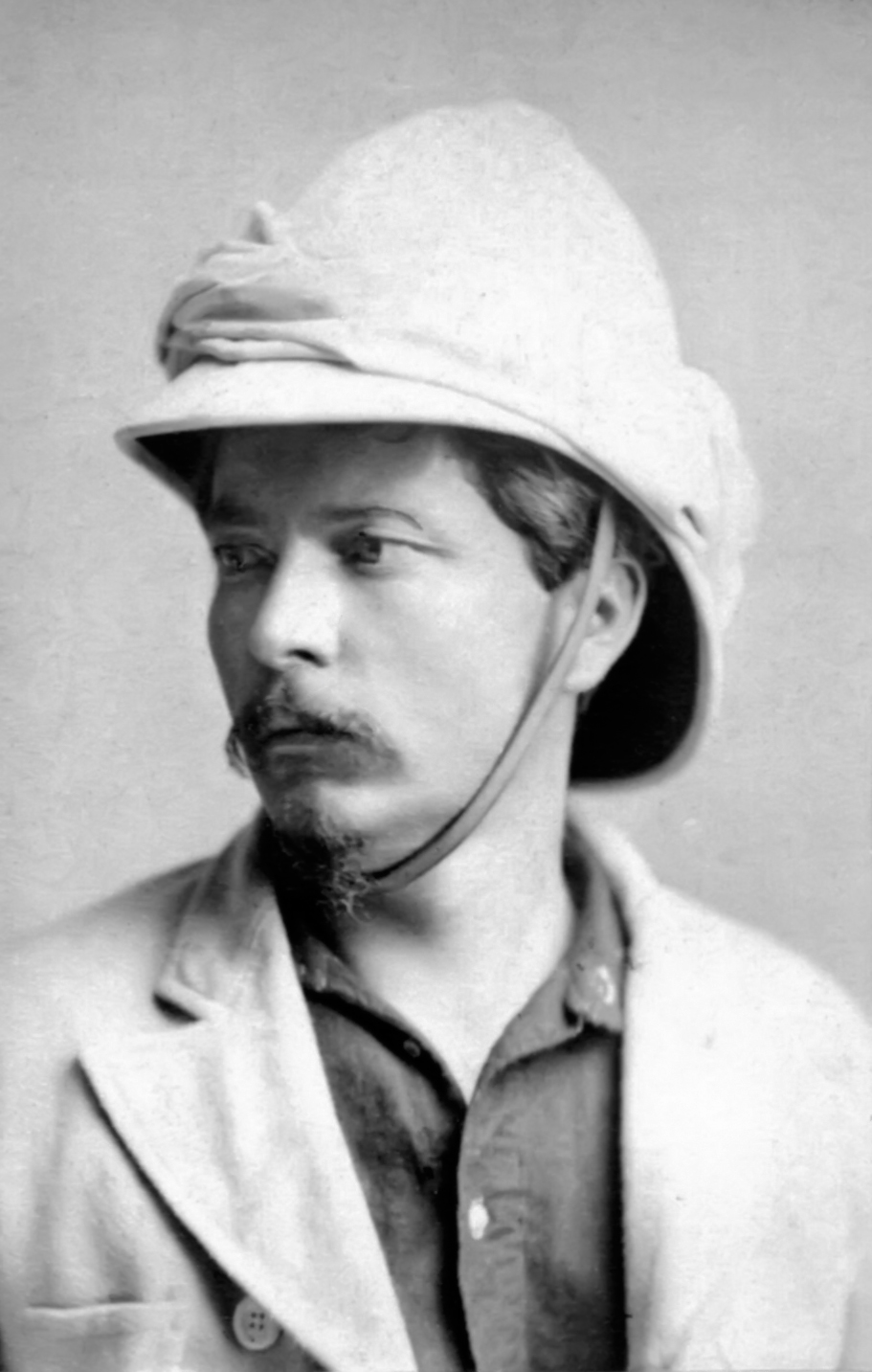
Sir Henry Morton Stanley

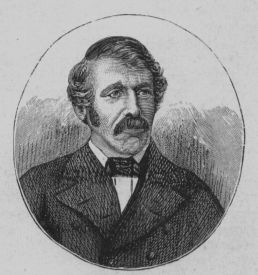
David Livingstone

Bár nevét David Livingstone-ról kapta, ő soha nem látta. Felfedezője az angol Afrika-kutató Sir Henry Morton Stanley volt, aki 1877-ben fedezte fel a vízesést, a Kongó-medence feltárása közben, és Livingstone iránti tiszteletből nevezte el róla.

## Turizmus
A Kongói Köztársaság az állandó népi felkelések, az ellenőrizhetetlen hadsereg és a polgárháborúk miatt nem túl kedvelt úticél. Fényképezni általában nem tilos, kivéve kormányépületeket, katonai létesítményeket, kikötőket és repülőtereket. Az utazási irodák a világ minden táján felhívják a turisták figyelmét, hogy kerüljék el az országot. A Kongói Demokratikus Köztársaság sem tartozik a leglátogatottabb turisztikai látványosságok közé Afrikában, ennek szintén a feszült politikai helyzet az oka.

## A föld tíz legbővizűbb vízesése
| Név (helyi neve)      | Folyó, ország                                                      | Vízhozam m³/s | Magasság méterben |
| --------------------- | ------------------------------------------------------------------ | ------------- | ----------------- |
| Livingstone*          | Kongó (Zaire); Kongói Demokratikus Köztársaság, Kongói Köztársaság | 35 110        | 40                |
| Sete Quedas* (Guaira) | Paraná; Brazília, Paraguay                                         | 13 310        | 65                |
| Khone                 | Mekong;Kambodzsa , Laosz                                           | 11 610        | 21                |
| Boyoma (Stanley)      | Kongó (Zaire); Kongói Köztársaság                                  | 6550          | 60                |
| Niagara               | Niagara; USA, Kanada                                               | 5936          | 59                |
| Grande                | Uruguay;Uruguay, Argentína                                         | 3000          | 23                |
| Paolo Afonso-i        | São Francisco; Brazília                                            | 2890          | 84                |
| Urubupungá            | Paraná; Brazília                                                   | 2716          | 12                |
| Iguazú (Iguaçu)       | Iguazú; Argentína, Brazília                                        | 1725          | 72                |
| Marimbondo            | Rio Grande, Brazília                                               | 1484          | 35                |

- Több lépcsős

## Külső hivatkozások
- http://www.kislexikon.hu/afrika.html [Tiltott forrás?]
- http://www.epa.oszk.hu/00800/00804/00304/44739.html
- The Waterfalls Page - www.geocities.com
- https://web.archive.org/web/20180313031608/http://www.world-waterfalls.com/waterfall.php?num=1%2F